# مستأجر
مستأجر یا کرایه نشین به فردی گفته می‌شود که ملکی یا چیزی را از موجر و صاحب خانه به اجاره بگیرد و مال الاجاره پرداخت نماید.

## تکالیف مستاجر
- مستأجر بعد از قبض موضوع اجاره نسبت بدان در حکم امین است و فقط در صورت تعدی یا تفریط مسؤول خواهد بود.
- مستأجر حق دارد اجاره را به دیگری واگذار نماید مگر آنکه در عقد اجاره از طرف مؤجر صریحاً ممنوع شده باشد.
- مستأجر باید در استعمال عین مستأجره به نحو متعارف رفتار کرده و تعدی و تفریط نکند.
- عین ملک یا وسیله اجاره شده را برای همان مصرفی که در اجاره مقرر شده مصرف نماید.
- اجاره‌بها را در زمان‌های مشخص پرداخت نماید.